# Imagi Animation Studios
Imagi Animation Studios a été fondé en 2000 par Imagi International Holdings Limited (HKSE : 2902), compagnie de la bourse de Hong Kong. 

## Historique
La compagnie possède un studio à Chai Wan (Hong Kong), et un autre studio à Los Angeles en Californie (États-Unis), ainsi qu'un siège à Tokyo (Japon). 
En juin 2009, le studio Imagi International Holdings Limited prévoit une sortie de Gatchaman tout en 3D au cinéma en Chine et aux États-Unis d'ici 2011.
En octobre 2009, Astro Boy fait son apparition dans les salles de cinéma françaises. En revanche la société d’audit Deloitte Touche Tohmatsu a malheureusement annoncé qu’à l’heure actuelle, les fonds propres du studio ne lui permettaient pas de terminer les autres films prévus : Tusker, Cat Tale et surtout Gatchaman (sortie en France sous le nom de Force G dans les années 1970). Deloitte Touche Tohmatsu, qui a fondé son audit sur les résultats de milieu d’année, a réalisé qu'au 30 septembre 2008, le studio IMAGI n’avait que 11,5 millions de dollars de réserve ; or, pour terminer l’ensemble de ses projets, le studio devait disposer de 66 millions de dollars d’ici juin 2010 et sur ces 66 millions, 45 devaient être débloqués d'ici 12 mois. 
Le 7 février 2010, les studios Imagi ont formellement cessé toute activité,. Le 21 juillet 2010, le groupe clame être libéré de ses dettes.

## Filmographie
- 2005 : Digital Monster X-Evolution[6] (uniquement au Japon)
- 2007 : TMNT : Les Tortues Ninja (en association avec Warner Bros et The Weinstein Company)
- 2007 : Highlander : Soif de vengeance (en association avec Madhouse et Manga Entertainment)
- 2009 : Astro Boy

## Séries TV
- 2002 : Zentrix
- 2004 : Le Roi de Las Vegas (associé avec DreamWorks Animation)